# Храм Святого Пантелеимона (Петрозаводск)
Храм Святого Пантелеимона Целителя — православный храм в районе Древлянка города Петрозаводска. Находится в юрисдикции Петрозаводской епархии Русской православной церкви. Посвящён святому великомученику Пантелеимону Целителю.

## История
Иконостас храма создан мастерами города Палеха Ивановской области.
Освящение нового Храма состоялось 30 июня 2010 года в дни празднования 90-летия Республики Карелия. Участие в церемонии принял Святейший Патриарх Московский и всея Руси Кирилл. Закладка первого камня была произведена еще осенью 2005 года. Работы по возведению фундаментов были оплачены за счет городского бюджета, а дальнейшее строительство осуществлялось за счет пожертвований горожан и представителей бизнеса, привлеченных Попечительским советом храма.
Новый храм является частью храмового комплекса, выполненного в едином стиле. Помимо церкви, в него входят здание иконной лавки, центральная входная арка, часовня над скважиной для артезианской воды и приходской дом. В цокольном этаже храма размещаются библиотека, Воскресная школа, ризница и трапезная. Здание церкви построено по особому проекту, соединяющему в себе московский стиль начала XVIII века и элементы северного деревянного зодчества. Над написанием иконостаса храма трудились мастера из города Палех Ярославской области. Главки с крестами были изготовлены в Челябинске. Десять колоколов храма были отлиты в городе Тутаеве Ярославской области. Самый большой из них весит 860 кг, самый маленький – 7. Это первая в Карелии звонница, колокола которой отлиты на одном заводе и подобраны по тональности.На главном колоколе, получившем имя «Пантелей», изображены икона Пресвятой Богородицы «Казанская», образы св. вмч. Пантелеимона, прп. Сергия Радонежского и св. блгв. кн. Александра Невского.
К храму приписана часовня, перестроенная из иконной лавки на улице Карла Маркса, 18а.

## Культурная деятельность
Храм стал инициатором выставки, приуроченной к Международному дню терпимости 16 ноября 2019 года. Волонтёры храма занимались созданием рельефных икон для незрячих людей.